# Воля (газета)
«Воля» — офіційний орган Української соціал-демократичної партії (УСДП).
Перший номер газети вийшов у 1 січня 1900.
Виходила у 1900—1907 двічі на тиждень.
Видавцем і відповідальним редактором був Микола Ганкевич.
1907 її змінила газета «Земля і воля».